# Ливени (Ботошани)
Ливени (рум. Liveni) насеље је у Румунији у округу Ботошани у општини Манољаса. Oпштина се налази на надморској висини од 112 m.

## Становништво
Према подацима из 2002. године у насељу је живело 834 становника, од којих су сви румунске националности.